# Alexander Megos
Alexander Megos (Erlangen, 12 agosto 1993) è un arrampicatore tedesco.
Pratica l'arrampicata in falesia e il bouldering. Nel 2013 è stato il primo a salire a vista una via di grado 9a, Estado crítico. Ha poi salito diverse vie di grado superiore, tra le quali Perfecto Mundo (9b+), First Round, First Minute e Fight Club (9b).
Ha salito diversi boulder fino al grado 8c/c+ (V15/V16).
A livello agonistico ha partecipato a diverse competizioni, soprattutto a livello giovanile, risultando vincitore di alcune gare singole. Nel 2017 ha raggiunto il secondo posto nel Campionato europeo di arrampicata specialità boulder a Monaco di Baviera.
Ha partecipato alla competizione a invito "La Sportiva Legends" piazzandosi secondo e terzo.
Nell'agosto 2020 ha completato la salita della via "Bibliographie" assegnandole il grado di 9c. È stata la seconda salita al mondo di una via di questa difficoltà dopo "Silence" di Adam Ondra.
Tuttavia, Il 26 agosto 2021, Stefano Ghisolfi, dopo aver completato la seconda ascesa di "Bibliographie" ha assegnato alla via il grado di 9b+.